# Radio Bemba Sound System
Radio Bemba Sound System é o primeiro álbum ao vivo do cantor francês Manu Chao. Foi lançado em 2002. O CD acompanha o DVD Babylonia en Guagua, gravado nos dias 4 e 5 de setembro de 2001 durante a turnê do álbum Próxima Estación: Esperanza. Faixas como "Machine Gun", "Peligro", "Mala Vida", "King Kong Five" e "The Monkey" são canções da ex-banda de Manu Chao, Mano Negra, regravadas aqui em versões mais ska e rock.
O álbum foi bem sucedido nas paradas, alcançando a 11ª colocação no Latin Pop, a 22ª na Top Latin Albums e 3ª na Top World Music Albums.

## Faixas
1. "Intro" – 0:50
2. "Bienvenida a Tijuana" – 01:55
3. "Machine Gun" – 02:13
4. "Por Dónde Saldrá el Sol?" – 02:41
5. "Peligro" – 03:09
6. "Welcome to Tijuana" – 02:50
7. "El Viento" – 02:41
8. "Casa Babylon" – 02:34
9. "Por el Suelo" – 03:55
10. "Blood and Fire" – 02:35
11. "EZLN... Para Tod@s Todo..." – 01:41
12. "Mr. Bobby" – 03:36
13. "Bongo Bong" – 01:05
14. "Radio Bemba" – 00:20
15. "Qué Pasó Qué Pasó" – 00:54
16. "Pinocchio (Viaggio In Groppa Al Tonno)" – 00:45
17. "Cahí en la Trampa" – 02:10
18. "Clandestino" – 02:59
19. "Rumba de Barcelona" – 03:31
20. "La Despedida" – 04:02
21. "Mala Vida" – 02:26
22. "Radio Bemba" – 00:34
23. "Qué Pasó Qué Pasó" – 01:10
24. "Pinocchio (Viaggio In Groppa Al Tonno)" – 00:45
25. "La Primavera" – 03:32
26. "The Monkey" – 01:59
27. "King Kong Five" – 02:44
28. "Minha Galera" – 03:17
29. "Promiscuity" – 01:44

## Músicos
Radio Bemba Sound System é também o nome da banda de apoio de Manu Chao, e o nome é uma homenagem ao sistema de comunicações usado em Sierra Maestra pelos revolucionários da Revolução Cubana.
- Manu Chao - vocais e guitarra base
- Madjid Fahem - guitarra solo
- Gambeat - baixo
- David Bourgnion - bateria
- Gerrard - percussão
- Julio - teclados
- Bidji (ou Lyricson) - vocais
- Roy Paci - trompete
- Gianni - trombone
- B-Roy - acordeão